# Е
Е (onderkast: е) (je) is een letter uit het cyrillische alfabet. In het Bulgaars, Macedonisch, Servisch en Oekraïens wordt deze letter als /e/ of /ɛ/ uitgesproken. In het Russisch en Wit-Russisch wordt hij als /jɛ/ uitgesproken.